# 異形系列
《異形》系列是以外星生物「Xenomorph」為主題的一系列科幻恐怖片。
首集《異形》（1979年）由雷利·史考特執導，之後又推出了三部續集《異形2》（1986年）、《異形3》（Alien 3，1992年）、《異形4：浴火重生》（Alien: Resurrection，1997年），以及一部故事時間介於《異形》和《異形2》之間的間傳《異形：羅穆盧斯》（Alien: Romulus，2024年）；雷利·史考特還執導了異形的前傳系列《普羅米修斯》（2012年）和《異形：聖約》（Alien: Covenant，2017年）。
異形系列於2025年也推出首部電視劇《異形：地球》，並且除電影和電視劇外，該系列還附帶發行了眾多相關的小說、漫畫、TRPG和電子遊戲等。其中，電子遊戲《異形：孤立》（2014年）被官方列入同等於電影的正史作品，故事背景時間介於《異形》和《異形：羅穆盧斯》之間。

## 正史作品
異形系列的正史作品包含了所有電影版和其附屬作品以及電子遊戲《異形：孤立》，不計附屬作品則共8部，以下按照背景時間依序列出。

### 《普羅米修斯》（2012年）

2089年，兩名考古學家伊莉莎白·蕭和查理·哈洛維發現了古老壁畫中的星圖，隨後他們成功說服韋蘭德工業的創始人彼得·韋蘭德，在對方資助下組建一支探險隊，搭乘「普羅米修斯號」飛船出發前往星圖所指引的行星LV-223，尋找製造人類的「工程師」外星人。
2093年，他們到達目的地後，發現了行星上金字塔建築物內隱含的黑色病原體，哈洛維遭其感染，致使伊莉莎白·蕭生下「三葉蟲」異形。金字塔內僅存的外星人啟動飛船要載黑色病原體去地球毀滅人類，蕭說服其他船員讓普羅米修斯號撞擊外星飛船以阻止外星人的計畫。而那名外星人最終被三葉蟲異形殺死。倖存下來的蕭和人造人大衛一同開著外星飛船前往「工程師」的家園，去質問他們為何創造人類又想毀滅人類。
《普羅米修斯》作為《異形》電影系列的前傳，由雷利·史考特執導，歐蜜·瑞佩斯、麥可·法斯賓達、蓋·皮爾斯主演。

#### 《普羅米修斯》相關短片（2012年）
為《普羅米修斯》做鋪墊的相關短片，一共6部，分別為：《TED演講2023》（TED Conference, 2023）、《生日快樂，大衛》（Happy Birthday, David）、《靜眼：伊莉莎白·肖》（Quiet Eye: Elizabeth Shaw）、《普羅米修斯計劃：任務》（Project Prometheus: Mission）、《韋蘭德工業認證》（Weyland Industries Testimonial）、《普羅米修斯傳送》（Prometheus Transmission）。

### 《異形：聖約》（2017年）

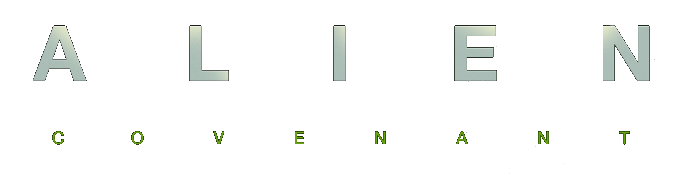

伊莉莎白·蕭和人造人大衛在前往工程師家園途中，由於擁有自主意識的大衛改變想法，害死了蕭（收錄於前導短片《大衛實驗室的祕密》中），並將黑色病原體遍布工程師的家園，致使他們滅族。大衛則留在該星球進行研發異形的實驗，成功用黑色病原體創造出異形卵。
經《普羅米修斯》中的失利後，韋蘭德工業遭湯谷公司併購，於是韋蘭德-湯谷集團就此成立。2104年，該集團的「聖約號」殖民太空船因收到不明訊息，而到達了工程師家園，但那裡已是異形群聚之地，在聖約號船員對抗異形的過程中，大衛蒙騙了他們，並在電影結局混入「聖約號」，將兩個抱臉體異形放入其中，離開了工程師家園的星球。
該電影由雷利·史考特執導，麥可·法斯賓達、凱薩琳·華特斯頓、丹尼·麥布萊等人主演。

#### 《異形：聖約》相關短片（2017年、2019年）
銜接《普羅米修斯》與《異形：聖約》之間劇情，或為後者做鋪墊、補充的相關短片，一共6部，分別為：
《認識華特》（Meet Walter）、《火衛一》（Phobos）、《大衛實驗室的秘密》（Advent）、《序幕：十字路口》（Prologue: The Crossing）、《序幕：最後的晚餐》（Prologue: Last Supper）、《大衛實驗室：最後的生命跡象》（David's Lab: Last Signs of Life）。其中，《大衛實驗室：最後的生命跡象》是2019年發售的《異形：聖約》DVD所收錄的新短篇，關於一名韋蘭德-湯谷集團的員工返回天堂星（工程師母星）調查大衛的實驗室。

### 《異形》（1979年）

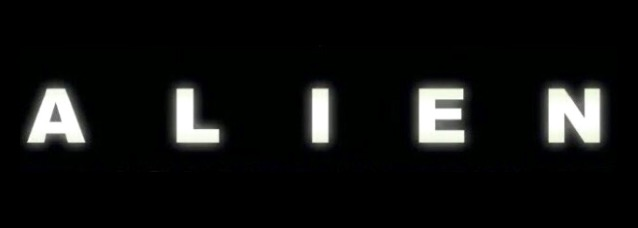

2122年，一艘韋蘭德-湯谷集團底下的星際採礦飛船「諾斯托羅莫號」在航行途中因收到「LV-426」行星上傳來的不明訊息，幾名船員前往勘查，一名船員肯恩發現了廢棄外星飛船內部的異形卵，隨即被一隻「抱臉體異形」抱住頭部不放。之後雖然該抱臉體自動死亡，但在餐桌上一隻幼年異形自肯恩體內破肚而出；在牠逃走後，迅速長大並殺死了多名船員。最終只剩雷普利進入小艇，她成功將異形拋出外太空。事件過後，雷普利和貓咪瓊斯進入休眠，繼續向地球返航。
由雷利·史考特執導，雪歌妮·薇佛主演。於上映後獲得了第52屆奧斯卡最佳視覺效果獎；並榮登AFI百年百大驚悚電影第六名。

### 《異形：孤立》（2014年）
《異形》故事的15年後，2137年亞曼達·雷普利·麥可萊恩（Amanda Ripley-McClaren）著手調查母親艾倫·雷普利（Ellen Ripley）的失蹤事件。亞曼達來到「Sevastopol」太空站試圖找尋「諾斯托羅莫號」（Nostromo）太空船的飛行紀錄，但太空站已被異形入侵。
該電子遊戲是官方正史中，唯一一部非電影的作品，也是韋蘭德-湯谷集團的競爭對手「西格森公司」（Seegson Corporation）首次於正史中登場的作品。

### 《異形：羅穆盧斯》（2024年）
2142年，一群年輕的太空殖民者在一座廢棄的太空站「文藝復興號」（ Renaissance）直面宇宙中最恐怖的生命體。
由烏拉圭導演費德·阿瓦雷茲執導，佳莉·絲柏妮及伊莎貝拉·莫塞德主演。

#### 《ALIEN: ROMULUS》（2024年）
電影《異形：羅穆盧斯》的同名前傳漫畫，講述發生在「文藝復興號」太空站的慘案。

### 《異形2》（1986年）

2179年，雷普利經過57年後，從小艇中被救出。後與一支海軍陸戰隊重返她與她的船員們最初遇到異形的星球「LV-426」，拯救該地的太空殖民者。
由詹姆斯·卡麥隆執導，雪歌妮·薇佛、卡利·漢尼主演。

### 《異形3》（1992年）

逃離「LV-426」後，載著雷普利和小女孩、士兵的飛船墜毀在一個偏遠的煉礦廠監獄，小女孩和士兵已身亡。雷普利發現了她墜機的可怕原因：偷渡的異形。隨著異形的成熟，牠開始殺死居民。
由大衛·芬奇執導，雪歌妮·薇佛、查爾斯·達頓主演。

### 《異形4：浴火重生》（1997年）

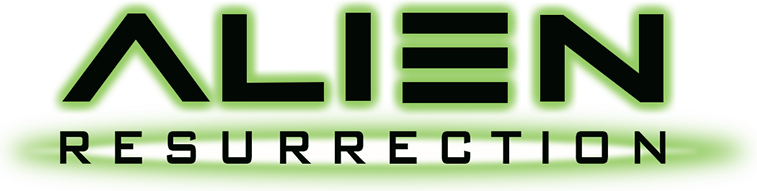

2379年，雷普利死亡後200年，被科學家複製DNA再生，重生後的雷普利同時有人類和異形的基因，在殺死擁有自己基因的異形女王所生下的人類異形後，逃回地球。
由法國導演尚-皮爾·桑里執導，雪歌妮·薇佛主演。

## 衍生作品
除了正史作品，異形系列還有為數眾多的其他衍生作品，橫跨了小說、漫畫、TRPG、電子遊戲等領域，但部分作品可能在劇情或設定上與正史作品有所衝突，以下列出部分的衍生作品。

### 電視劇
2020年12月10日，FX執行長約翰·蘭德格拉夫在迪士尼股東大會上宣佈製作《異形》劇集，而和以往的《異形》電影不同的是，故事舞台設置在「近未來」（2120年）的地球上。該劇由《變種軍團》的製作人諾亞·霍利開發，而《異形》、《普羅米修斯》和《異形：聖約》導演雷利·史考特擔任執行製作人。剧集于美国在Hulu上线，同时海外地区在Disney+面向普羅大眾的新版块“Star”上线。

### 電子遊戲

#### 街機
- ALIENS（1990年，KONAMI）
- ALIEN3 THE GUN（1993年，SEGA）
- Aliens: Extermination（2006年，GLOBAL VR）
- Aliens: Armageddon（2013年，Play Mechanix / Raw Thrills）

#### 家機
- 異形：殖民戰隊（Aliens: Colonial Marines）（2013年）※在劇情上與正史有衝突。[2]
- 異形：特戰菁英（Aliens: Fireteam Elite）（2021年）
- 異形：黑暗血統（Aliens: Dark Descent）（2023年）

#### 掌機
- Operation Aliens（1993年，TIGER）

#### 手機
- 異形：斷電（Alien: Blackout）（2019年）※已下架。

### 漫畫

#### 中文版
- 《異形惡徒》（1995年）※已絕版。

### 小說

#### 中文版
- 《異形》作者：艾倫‧狄恩‧佛斯特，譯者：富海科技翻譯有限公司（2021年，尖端出版社）
- 《異形2》作者：艾倫‧狄恩‧佛斯特，譯者：富海科技翻譯有限公司（2021年，尖端出版社）
- 《異形3》作者：艾倫‧狄恩‧佛斯特，譯者：富海科技翻譯有限公司（2021年，尖端出版社）
- 《異形：誅魔方陣》作者：史考特．席格勒，譯者：盧靜（2023年，木馬文化出版社）

### TRPG
- Alien: The Roleplaying Game（2019年）

## 外部連結
- 官方網站 （页面存档备份，存于）
- 異形中文維基 （页面存档备份，存于）
- DEFINING CANON IN AN ALIEN WORLD - 二十一世紀福斯公司的版權顧問所整理的異形宇宙作品列表